# (200069) Alastor
Pour les articles homonymes, voir Alastor.
(200069) Alastor est un astéroïde troyen jovien.

## Description
(200069) Alastor est un astéroïde troyen jovien, camp grec, c'est-à-dire situé au point de Lagrange L4 du système Soleil-Jupiter. Il présente une orbite caractérisée par un demi-grand axe de 5,328 UA, une excentricité de 0,067 et une inclinaison de 6,1° par rapport à l'écliptique.
Il est nommé en référence au personnage de la mythologie grecque Alastor, acteur du conflit légendaire de la guerre de Troie.

## Compléments